# Calyxochaetus
Calyxochaetus is een vliegengeslacht uit de familie van de slankpootvliegen (Dolichopodidae).

## Soorten
- C. cilifemoratus (Van Duzee, 1924)
- C. clavicornis (Van Duzee, 1930)
- C. distortus (Van Duzee, 1930)
- C. fortunatus (Wheeler, 1899)
- C. frontalis (Loew, 1861)
- C. hastatus (Van Duzee, 1930)
- C. inornatus (Van Duzee, 1917)
- C. insolitus (Van Duzee, 1932)
- C. luteipes (Van Duzee, 1923)
- C. monticola (Van Duzee, 1932)
- C. nodatus (Loew, 1862)
- C. oreas (Wheeler, 1899)
- C. sobrinus (Wheeler, 1899)
- C. vegetus (Wheeler, 1899)